# El Potrero de Abajo
El Potrero de Abajo är en ort i Mexiko.   Den ligger i kommunen Tamazula och delstaten Durango, i den centrala delen av landet, 900 km nordväst om huvudstaden Mexico City. El Potrero de Abajo ligger 695 meter över havet och antalet invånare är 214.
Terrängen runt El Potrero de Abajo är huvudsakligen kuperad, men åt sydost är den bergig. Runt El Potrero de Abajo är det mycket glesbefolkat, med 5 invånare per kvadratkilometer. Närmaste större samhälle är Los Remedios, 10,4 km söder om El Potrero de Abajo. I omgivningarna runt El Potrero de Abajo växer huvudsakligen savannskog.